# Pirmin Stierli
Pirmin Stierli est un footballeur suisse né le 9 octobre 1947 à Baar.

## Biographie
Pirmin Stierli est le frère cadet de Xavier Stierli, lui aussi footballeur ayant évolué au FC Zurich.

### En club
Pirmin Stierli joue au SC Zoug de 1958 à 1966. Il est ensuite un joueur du FC Zurich de 1966 à 1969. Il joue brièvement en 1969 en Belgique au RSC Anderlecht, ne jouant que deux matchs ; il est en 2022 le seul Suisse ayant porté le maillot du club bruxellois.
Il joue ensuite au Neuchâtel Xamax FC de janvier à juin 1970 avant de terminer sa carrière au FC Zurich de 1970 à 1978.

### En sélection
Pirmin Stierli compte 16 sélections en équipe de Suisse. Il honore sa première cape internationale le 22 septembre 1969 à Berne contre l'Autriche (victoire 1-0). Sa dernière sélection a lieu le 9 octobre 1974 à Rotterdam contre les Pays-Bas (défaite 1-0).

## Palmarès
- Champion de Suisse en 1968, 1974, 1975 et  1976 avec le FC Zurich
- Vainqueur de la Coupe de Suisse en 1972, 1973 et 1976 avec le FC Zurich